# 城北 (新城市)
城北（じょうほく）は、愛知県新城市の地名。

## 地理

### 交通
- 国道151号（新城バイパス）
- 愛知県道21号豊川新城線
- 愛知県道439号能登瀬新城線

### 施設
- 城北東部公園

## 歴史

### 地名の由来
新城市街地の北にあることによる。

### 沿革
- 1979年（昭和54年） - 新城市平井・片山の各一部および同市大字なし地域の一部により、同市城北が成立[1]。

### WEB
1. ↑  “読み仮名データの促音・拗音を小書きで表記するもの(zip形式) 愛知県” (zip).   日本郵便 (2024年2月29日). 2024年3月26日閲覧。
2. ↑  “市外局番の一覧” (PDF).   総務省 (2022年3月1日). 2022年3月22日閲覧。
3. ↑  “ナンバープレートについて”.   一般社団法人愛知県自動車会議所. 2024年1月21日閲覧。

### 書籍
1. 1 2  「角川日本地名大辞典」編纂委員会 1989, p. 693.